# NGC 3330
NGC 3330 (другие обозначения — OCL 806, ESO 168-SC11) — рассеянное скопление в созвездии Парусов. Открыто Джеймсом Данлопом в 1826 году.
Расстояние до скопления по результатам исследования 1960 года по диаграмме Герцшпрунга — Расселла было оценено в 1 360 парсек. При угловом размере в 13 минут дуги линейный размер скопления составляет 5 парсек. Видимые звёздные величины красных гигантов в скоплении составляют 11m, всего звёзд ярче абсолютной звёздной величины 2m в скоплении насчитывается 35.
Этот объект входит в число перечисленных в оригинальной редакции «Нового общего каталога».